# Ubangi-Sciari
L'Ubangi-Sciari (Oubangui-Chari in francese) fu un territorio francese in Africa centrale che il 13 agosto 1960 divenne poi lo Stato indipendente della Repubblica Centrafricana. Seguito dall'istituzione dell'avamposto di Bangui nel 1889, venne nominato nel 1894.

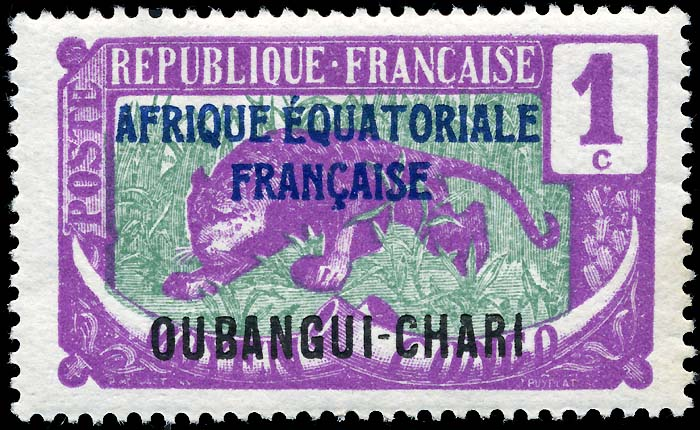
Francobollo del 1924 che riporta la gerarchia di gestione: Repubblica francese - Africa equatoriale francese - Ubangui-Chari

I francesi non vi installarono un'amministrazione coloniale fino al 1903. Il territorio dell'Oubangui-Chari venne unito con la colonia del Ciad nel 1906. Nel 1910 divenne uno dei quattro territori della Federazione dell'Africa Equatoriale Francese (insieme a Ciad, Congo Centrale e Gabon), inizialmente insieme al Ciad con il nome di Oubangi-Chari-Tchad, e istituito come colonia civile autonoma nel 1915. Nel 1920 venne separato dal Ciad.